# AMD Turion II
Der AMD Turion II von AMD ist ein Mehrkernprozessor für Notebooks und ein Vertreter der K10-Generation. Turion II ist der direkte Nachfolger der Turion X2-Prozessoren.

## Technisches
Die Turion II-Prozessoren sind weitgehend mit den Desktopprozessoren AMD Athlon II identisch. Bei der Fertigung wurden die Turion II-Prozessoren jedoch auf eine besonders niedrige Verlustleistung optimiert. Während die ersten Modelle (Kennbuchstabe M) noch auf DDR2 beschränkt waren, kamen im Mai 2010 neuere Versionen (Kennbuchstaben P und N), die mit DDR3-Speicher betrieben werden können.
Ein Ableger ist der Turion II Neo, der mit 1,5 (K625), 1,7 GHz (K665)  und 2,2 GHz angeboten wird. Der mobile AMD Athlon II besitzt eine auf 64 Bit beschränkte FPU. Im oberen Leistungssegment hat AMD darüber hinaus die Marke „Phenom“ als AMD Phenom II auch für Notebook-Prozessoren eingeführt. Dieser Prozessor ist mit höheren Taktraten oder mehr als zwei Prozessorkernen verfügbar; den im Desktop-Bereich üblichen L3-Cache gibt es dagegen nicht.

## Modelle

### Caspian C2
- Doppelkernprozessor (Dual-Core)
- Revision: C2
- L1-Cache: je Kern 128 KiB: 64 + 64 KiB (Daten + Instruktionen)
- L2-Cache: je Kern 512 KiB L2-Cache bei Turion II X2 bzw. je Kern 1 MiB L2-Cache bei Turion II X2 Ultra
- MMX, Extended 3DNow!, SSE, SSE2, SSE3, AMD64, PowerNow!, NX-Bit, AMD-V
- Sockel S1, HyperTransport 3.0 mit 1,8 GHz (HT3600)
- DDR2-Speichercontroller: Unterstützung bis zu DDR2-800
- Betriebsspannung (VCore):
- Leistungsaufnahme (TDP): 35 Watt
- Erscheinungsdatum: September 2009
- Fertigungstechnik: 45 nm (SOI)
- Taktfrequenzen: 2,2–2,6 GHz
  - Turion II X2
    - M500: 2,2 GHz
    - M520: 2,3 GHz
    - M540: 2,4 GHz

  - Turion II X2 Ultra
    - M600: 2,4 GHz
    - M620: 2,5 GHz
    - M640: 2,6 GHz
    - M660: 2,7 GHz

### Caspian C3
- Doppelkernprozessor (Dual-Core)
- Revision: C3
- L1-Cache: je Kern 128 KiB: 64 + 64 kB (Daten + Instruktionen)
- L2-Cache: je Kern 1 MiB L2-Cache mit Prozessortakt
- MMX, Extended 3DNow!, SSE, SSE2, SSE3, AMD64, PowerNow!, NX-Bit, AMD-V
- Sockel S1, HyperTransport 3.0 mit 1,8 GHz (HT3600)
- DDR3-Speichercontroller: Unterstützung bis zu DDR3-1066
- Betriebsspannung (VCore):
- Leistungsaufnahme (TDP): 25–35 Watt
- Erscheinungsdatum: Mai 2010
- Fertigungstechnik: 45 nm (SOI)
- Taktfrequenzen: 2,3–2,6 GHz
  - Turion II X2
    - P520: 2,3 GHz (25 W TDP)
    - P540: 2,4 GHz (25 W TDP)
    - P560: 2,5 GHz (25 W TDP)
    - N530: 2,5 GHz (35 W TDP)
    - N550: 2,6 GHz (35 W TDP)